# Nötön-Åråsviken

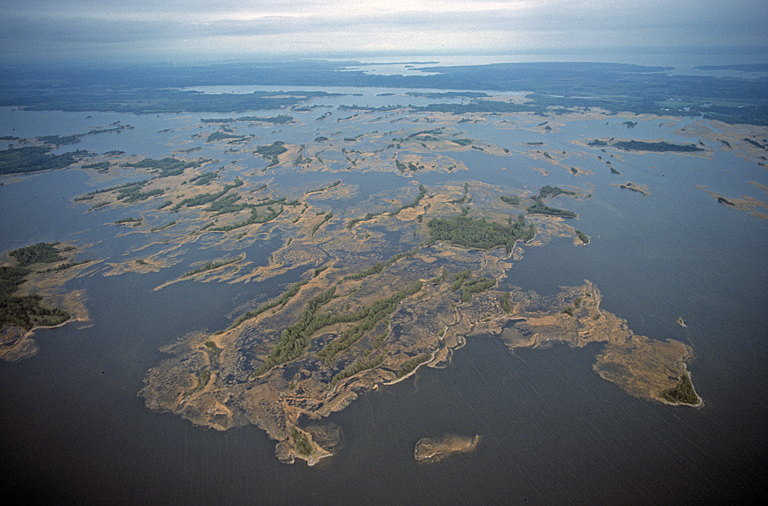
Nötön-Åråsviken

Nötön-Åråsviken ist ein schwedisches Naturreservat im nördlichen Teil des Vänersees in den Provinzen Värmlands län und Västra Götalands län.
Das 3000 Hektar große Naturschutzgebiet umfasst eine große Anzahl kleinerer Inseln. Die Inseln sind ehemalige Endmoränen aus der letzten Eiszeit, die sich in ost-westliche Richtung ziehen. Die Inseln, die etwa 100 bis 250 Meter voneinander entfernt liegen, sind nur bis zu vierzig Meter breit, aber mehrere Kilometer lang und erheben sich nur wenig über die Wasseroberfläche. Zwischen den Inseln erstrecken sich teilweise weitgestreckte Schilfgebiete. Daher leben viele verschiedene Vögel in diesem Naturreservat, u. a. Rohrdommel, Sumpfhuhn, Wasserralle und Greifvögel wie Weihen und  Fischadler u. a. Das Naturschutzgebiet ist nur schwer zugänglich
Koordinaten: 59° 3′ 45″ N, 14° 3′ 54″ O